# 23号室の小悪魔
『23号室の小悪魔』（にじゅうさんごうしつのこあくま、原題: Don't Trust the B---- in Apartment 23 ）は アメリカン・ダッドの元エグゼクティブプロデューサーであるナヌーチュカ・カーンによって制作され、ABCで放送されている米国 のシチュエーション・コメディシリーズである。2011年-2012年テレビシーズンのミッドシーズン・リプレースメントとして、『モダン・ファミリー』 に続いて、2012年4月11日に初放送された。2012年5月11日に、ABCは第2シーズンを火曜日午後9:30の時間帯でリニューアルすることを決定した。

## あらすじ
シリーズの主人公ジューンは、夢の仕事を求めてニューヨーク市に引越したが、その仕事が無くなってしまい、クロエという天才詐欺師で遊び人のすむアパートに同居する。二人は最初は仲がよくなかったが、クロエがジューンを騙そうとして裏目に出たことから、不思議な友情が芽生える。

## キャスト
クロエ
演 - クリステン・リッター
またの名を「23号室の小悪魔」。ジューンの同居人となる詐欺師。当初は他のルームメイトのようにジューンから金を騙し取ろうとしたが、クロエは結局ジューンが気に入り、一緒に住むことになる。彼女は国連の外交官に娯楽を提供している。
ジューン・コルバーン
演 - ドリーマ・ウォーカー
住宅ローン会社に就職して広いアパートに引っ越すつもりで（インディアナ州から）ニューヨークに引越した。しかし、就職1日目にして会社のオーナーが数百万ドルの詐欺で逮捕されたため、会社は解散、ジューンのアパートも接収されて、他に住む場所を探すことになる。
ロビン
演 - リザ・ラピア
クロエに執着する隣人。
イーライ・ウェバー
演 - マイケル・ブライクロック
向かいのビルのマドからクロエとジェーンを覗き見する隣人。
マーク・レイノルズ
演 - エリック・アンドレ
住宅ローン会社でジューンの元上司だが、現在コーヒーショップの店員。
ジェームズ・ヴァン・ダー・ビーク
演 - ジェームズ・ヴァン・ダー・ビーク
架空の自分自身を演じる、『ドーソンズ・クリーク』の元スターでクロエの良い友人。

## 制作
シリーズは、もともとDon't Trust the Bitch in Apartment 23 と題され、2009年秋の候補としてFOXで制作されたが、最終的に他局へ渡った。 2011年1月、ABCは パイロット版の制作にゴーサインを出した。 2011年2月と3月に、ドレーマ・ウォーカー、 クリステン・リッター 、 ジェームズ・ヴァン・ダー・ビークの配役が決定された。2011年5月13日に、ABCが短いタイトルアパートメント23 としてこのプロジェクトを採用した。 数日後、ABCは番組は2011～2012年のミッドシーズンリプレースメントでデビューすると発表した。 
2011年10月11日には、ABCは元のタイトルのBitchの後半４文字を伏字にしたバージョンに番組の名前を変更することが報道された。 
シリーズは、ニューヨークのアパートで同居する二人の異なる女たち-- 有名企業で高給取りの職を失ったバリスタと話術に長けた詐欺師--を巡って展開し、さらに おかしな二人 の要素も付け加わる。架空バージョンの自分自身を演じている俳優ジェームズ・ヴァン・ダー・ビーク は、重要な脇役を演じている。
最初の2つのエピソードはHulu、 iTunes、 ABC.com で視聴可能となった。また、2012年4月11日に初回放送前に米国でXfinityで視聴可能であった。  カナダで、最初のエピソードは、 2012年4月11日初回放送の前にRogers on DemandとCitytv.comで視聴できるようになっていた。  2012年5月11日で、23号室の小悪魔 は第1シーズン放映の残り６話となった時点で、 第2シーズンのリニューアルが決定した。 

## 評価

### 批評家による評価
2011年6月、 当時のタイトルApartment 23 は 、 パイロット版を見たジャーナリストによる投票で 「批評家が選ぶテレビ賞」で「最もエキサイティングな新しいシリーズ」の カテゴリで8つの受賞作品のうちの一つになった。 シリーズは、批評家から肯定的な評価を受けた。  

### 視聴率
| シーズン | 時間（ET）        | ＃EP | 初回          | 初回                | 終了          | 終了                | テレビシーズン | 順位 | 視聴者 （単位：百万） |
| シーズン | 時間（ET）        | ＃EP | 日付          | 初回 （単位：百万） | 日付          | 最終 （単位：百万） | テレビシーズン | 順位 | 視聴者 （単位：百万） |
| -------- | ----------------- | ---- | ------------- | ------------------- | ------------- | ------------------- | -------------- | ---- | --------------------- |
| 1        | 水曜日午後9時30分 | 7    | 2012年4月11日 | 6.91                | 2012年5月23日 | 5.6                 | 2011-2012      | 89   | 6.37                  |

## 米国以外の放送
ABCの初放送以降、番組は米国外に販売された。
| 国/地域: | ネットワーク   | 初回          | 参照          |
| -------- | -------------- | ------------- | ------------- |
| カナダ   | Citytv         | 2012年4月11日 | [ 21 ] [ 22 ] |
| イギリス | E4             | 2012年5月24日 | [ 23 ]        |
| オランダ | RTL5           | TBA           | [ 24 ]        |
| ドイツ   | ProSiebenSat.1 | 2012年        | [ 25 ]        |
| 日本     | FOXチャンネル  | 2012年5月27日 |               |